# Hedriodiscus pallidiventris
Hedriodiscus pallidiventris är en tvåvingeart som först beskrevs av Macquart 1846.  Hedriodiscus pallidiventris ingår i släktet Hedriodiscus och familjen vapenflugor. Inga underarter finns listade i Catalogue of Life.